# Disraeli Gears
Disraeli Gears er rockbandet Creams andet album, udgivet i november 1967. Albummet blander blues, hård rock og psykedelia. På albummet findes en af gruppens mest populære sange, "Sunshine of Your Love".

## Spor
1. "Strange Brew" (Eric Clapton/Gail Collins/Felix Pappalardi) – 2:50
2. "Sunshine of Your Love" (Pete Brown/Jack Bruce/Eric Clapton) – 4:13
3. "World of Pain" (Gail Collins/Felix Pappalardi) – 3:05
4. "Dance the Night Away" (Pete Brown/Jack Bruce) – 3:36
5. "Blue Condition" (Ginger Baker) – 3:32
6. "Tales of Brave Ulysses" (Eric Clapton/Martin Sharp) – 2:49
7. "Swlabr" (Pete Brown/Jack Bruce) – 2:34
8. "We're Going Wrong" (Jack Bruce) – 3:29
9. "Outside Woman Blues" (Arthur Reynolds arr. Eric Clapton) – 2:27
10. "Take It Back" (Pete Brown/Jack Bruce) – 3:08
11. "Mother's Lament" (trad. arr. Ginger Baker/Jack Bruce/Eric Clapton) – 1:47

## Musikere
- Eric Clapton – guitar, vokal
- Jack Bruce – bas, mundharmonika, vokal
- Ginger Baker – trommer, perkussion, vokal